# Lanfeust de Troy
Lanfeust de Troy é o título de uma série em quadrinhos escrita por Christophe Arleston, desenhada por Didier Tarquin, e publicada originalmente pela editora Soleil Productions.
A série, escrita por Arleston, começou a ser publicada pela Soleil, então uma  pequena e provinciana editora francesa, aborda uma temática até então pouco conhecida - a fantasia-heroica - e desenhada por um ainda inexperiente artista (Tarquin), veio contudo revolucionar o mercado dos quadrinhos na França, e criar um gigantesco e novo mundo que possui uma coerência geográfica e cenário bem construído, onde as ações se desenrolam.

## Histórico
A editora francesa, sediada em Toulon enfrenta dificuldades financeiras na concorrência do mercado editorial de quadrinhos, em França, quando em 1994 publicou mais um trabalho de iniciantes que foi um grande sucesso, com a série Lanfeust de Troy.
A vendagem atingiu milhões de exemplares na série inicial em oito volumes, além de levar a diversas continuações e obras derivadas, inclusive com a publicação de uma revista mensal - a Lanfeust Magazine.
No Brasil a série foi finalmente publicada em 2003, pela Devir Livraria.

## Universo de Troy: enredo
A série humorada mostra as aventuras do personagem que lhe dá título - Lanfeust - num planeta fictício chamado Troy, onde todos os habitantes possuem algum tipo de poder mágico. Lanfeust trabalha como ferreiro numa pequena aldeia, pois seu poder mágico consiste em fundir os metais e vive tranquilamente até a chegada do Cavaleiro Or-Azur cuja espada traz em seu cabo um pedaço de marfim do mítico animal chamado Magohamoth e que é capaz de dar ao jovem ferreiro todos os poderes mágicos.
Diante de tal descoberta tem início a viagem de Lanfeust, junto ao sábio Nicolède e suas filhas Cixi e C'ian rumo a Eckmül, capital das terras mágicas de Troy - onde pretendem apresentar o rapaz aos sábios do Conservatório Mágico lá existente.
Habitado por trolls, um deles - Hebus - se junta à jornada, após ser domesticado por Nicolaso, durante as aventuras vividas na jornada até Eckmül: aí revelando um dos diferenciais da história, pois os trolls de Troy são criaturas realmente sanguinárias, e tudo é narrado com extremo bom humor.
O vilão da história, Thanos, surge a partir do segundo volume da série principal.

## Série original
Lanfeust de Troy foi originalmente publicado no formato de álbum de luxo em oito volumes (em francês):
1. L'Ivoire du Magohamoth (ISBN 9782877642576) (1994)
2. Thanos l'incongru (ISBN 9782877643061) (junho de 1995)
3. Castel Or-Azur (ISBN 9782877643948) (abril de 1996)
4. Le Paladin d'Eckmül (ISBN 9782877645669) (novembro de 1996)
5. Le Frisson de l'Haruspice (ISBN 9782877646468) (outubro de 1997)
6. Cixi Impératrice (ISBN 9782877647953) (outubro de 1998)
7. Les Pétaures Se Cachent pour Mourir (ISBN 9782877649230) (outubro de 1999)
8. La Bête Fabuleuse (ISBN 9782845650336) (dezembro de 2000)

## Sequências, antecedentes e spin-offs
Com o sucesso da história original, foram publicadas várias sequências, ou narrativas antecedentes aos fatos com Lanfeust, além de spin-offs (títulos em livre tradução):
1. Lanfeust das Estrelas (8 álbuns)
2. Odisseia de Lanfeust (3 álbuns - 2009-2011)
3. Cixi de Troy (spin-off do volume 7 de Lanfeust de Troy, em 3 álbuns)
4. Trolls de Troy (16 volumes)
5. Gnomos de Troy (4 álbuns, 2000-2013)
6. Conquistadores de Troy(3 volumes)
7. Lendas de Troy (1 volume)
8. Enciclopédia Anárquica do Mundo de Troy
9. Lanfeust Quest (versão em mangá das aventuras de Lanfeust)